# Ben Hogestyn
Ben Hogestyn (Petaluma, Califórnia, 27 de Abril de 1983) é um ator estadunidense.

## Biografia

### Carreira
Ben começou sua vida profissional usando o seu nome de batismo, Ben Schieferstein, mas logo o trocou pelo sobrenome artístico usado pelo seu avô, Hogestyn.
Hogestyn interpretou Lucas Jones na soap opera General Hospital de Setembro de 2005, até Junho de 2006, assumindo o papel que antes foi de Ryan Carnes, quando este assumiu um outro papel em Desperate Housewives. Ben começou a gravar a partir de um ponto dramático na história de seu personagem, quando ele se assume como homossexual, se tornando o primeiro personagem homossexual de uma "família tradicional" das soap operas.
Em 2006, Hogestyn deixou seu personagem em General Hospital e foi contratado pela CBS para participar de The Bold and the Beautiful como Harry Jackson, porém, ainda no mesmo ano, seu contrato foi limitado e ele deixou de ser um membro do elenco regular da série, por fim, desde o início de 2007, seu personagem nunca mais foi visto.
Em 2007, o principal roteirista de General Hospital, Robert Guza, deixou "vazar" na imprensa, que deseja ter Hogestyn de volta ao elenco, interpretando Lucas Jones novamente, consta ainda que ele voltaria até o final do ano à série.

## Filmografia

### Televisão
- 2006 The Bold and the Beautiful como Harry Jackson
- 2006 General Hospital como Lucas Stansbury Jones
- 2006 Ned's Declassified School Survival Guide como Jock Goldman
- 2006 Just for Kicks como Cole
- 2004 American Dreams como Ethan
- 2004 The Division como Eli

### Cinema
- 2005 The Connection como Mercer
- 2004 Buds for Life como Freddy
- 2004 Rift como Donny
- 2004 Different como Justin
- 2003 The Gamers como Tavis Swinburne